# Rahasane Turlough SAC
Rahasane Turlough SAC este o arie protejată (arie specială de conservare — SAC, sit de importanță comunitară — SCI) din Irlanda întinsă pe o suprafață de 351,66 ha, integral pe uscat.

## Localizare
Centrul sitului Rahasane Turlough SAC este situat la coordonatele 53°13′14″N 8°47′11″W / 53.22063°N 8.786383°V.

## Înființare
Situl Rahasane Turlough SAC a fost declarat sit de importanță comunitară în noiembrie 1997 pentru a proteja 19 specii de animale. Situl a fost protejat și ca arie specială de conservare în noiembrie 2017.

## Biodiversitate
Situată în ecoregiunea atlantică, aria protejată conține 1 habitat natural: Turlough.
La baza desemnării sitului se află mai multe specii protejate de  păsări (19): rață sulițar (Anas acuta), rață lingurar (Anas clypeata), rață pitică (Anas crecca), rață fluierătoare (Anas penelope), rață mare (Anas platyrhynchos), rață pestriță (Anas strepera), Anser albifrons flavirostris, rață-cu-cap-castaniu (Aythya ferina), rața moțată (Aythya fuligula), fugaci de țărm (Calidris alpina), Cygnus columbianus bewickii, lebădă de iarnă (Cygnus cygnus), lișiță (Fulica atra), becațină comună (Gallinago gallinago), sitar de mâl (Limosa limosa), culic mare (Numenius arquata), ploier auriu (Pluvialis apricaria), fluierarul cu picioare roșii (Tringa totanus), nagâț (Vanellus vanellus).
Pe lângă speciile protejate, pe teritoriul sitului au mai fost identificate 2 specii de plante, 1 specie de păsări, 1 specie de nevertebrate.